# Saint-Front (Haute-Loire)
Pour les articles homonymes, voir Saint-Front.
Saint-Front est une commune française située dans le département de la Haute-Loire en région Auvergne-Rhône-Alpes.

## Géographie

### Localisation
La commune de Saint-Front se trouve dans le département de la Haute-Loire, en région Auvergne-Rhône-Alpes. Elle fait partie de la région naturelle du Velay, une ancienne province française située au sud-est du Massif central.
Elle se situe à 27,23 km par la route du Puy-en-Velay, préfecture du département, et à 22,04 km du Chambon-sur-Lignon, bureau centralisateur du canton du Mézenc dont dépend la commune depuis 2015. La commune fait en outre partie du bassin de vie du Puy-en-Velay.

Les communes les plus proches, les distances étant mesurées entre chefs-lieux de communes à vol d'oiseau, sont : Moudeyres (4,2 km), Montusclat (4,3 km), Chaudeyrolles (5,6 km), Champclause (5,7 km), Fay-sur-Lignon (6,7 km), Laussonne (7,2 km), Freycenet-la-Tour (7,8 km), et Les Estables (8,1 km).
| Saint-Julien-Chapteuil | Montusclat   | Champclause    |
| Laussonne              | Saint-Front  | Fay-sur-Lignon |
| Moudeyres              | Les Estables | Chaudeyrolles  |

### Géologie et relief
Saint-Front est située sur des roches volcaniques et plus précisément du basalte datant de 8 à 10 millions d'années (époque géologique miocène). Dans la région naturelle du Velay, on y retrouve notamment des bassins sédimentaires oligocène et quaternaire ainsi qu'un dôme granito-migmatitique développé à la fin du Carbonifère.
Dans le village, on retrouve le plateau de Saint-Front, un pays d’altitude relativement élevée (presque partout supérieure à 1 100 m), formé d'empilements de coulées basaltiques qui sont dans l’ensemble datées de 11 à 7,5 millions d'années. Par ailleurs, le secteur de Cancoules situé dans la commune correspond principalement à des anneaux de tufs volcanique surtseyens, mis en place lors d’éruptions contraintes soit par une tranche d’eau suffisamment épaisse (tel que le lac de Saint-Front), soit par un environnement de matériaux sédimentaires gorgés d’eau (sédiments lacustres).
La superficie de la commune est de 52,33 km2. L'altitude du territoire varie entre 796 et 1 594 m.

### Hydrographie
Le territoire de Saint-Front est délimité au nord par la Gagne, à l'ouest par son affluent l'Aubépin, et à l'est par le Lignon. Nombreux de leurs affluents sont également dans la commune, tel que la Gazelle, le Machabert et le Cros. De plus, on retrouve le lac de Saint-Front, un cratère volcanique classé ZNIEFF.

### Paysages

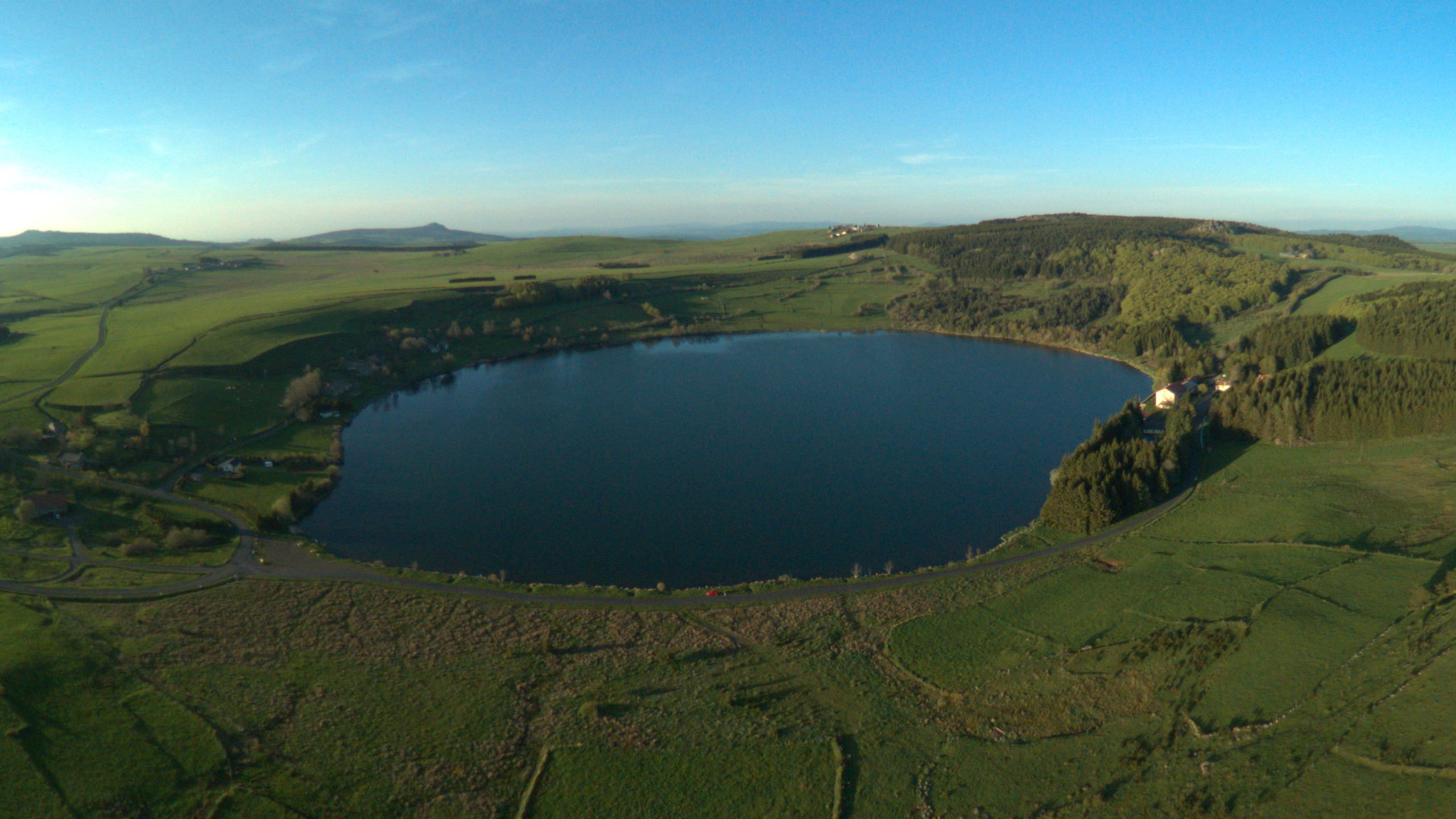
Lac de Saint-Front.

L'Auvergne-Rhône-Alpes est divisée en neuf unités paysagères, le village de Saint-Front fait partie de l'une d'entre eux, « Les Hautes-Terres »,, il s'agit d'un paysage caractéristique de la région. Relativement plat, ses grands plateaux d'altitude permettent d'observer la grandeur des massifs l'entourant.
Face à ce paysage particulier, les hommes ont dû s'adapter, notamment aux conditions climatiques. On y retrouve donc beaucoup de petites maisons regroupées dans des villages, des potagers abrités par des bouquets de hêtres ou de sorbiers ainsi que des murets pour délimiter les aménagements.

### Climat
Pour des articles plus généraux, voir Climat d'Auvergne-Rhône-Alpes et Climat de la Haute-Loire.
En 2010, le climat de la commune est de type climat océanique altéré, selon une étude du Centre national de la recherche scientifique s'appuyant sur une série de données couvrant la période 1971-2000. En 2020, Météo-France publie une typologie des climats de la France métropolitaine dans laquelle la commune est exposée à un climat de montagne ou de marges de montagne et est dans la région climatique Sud-est du Massif Central, caractérisée par une pluviométrie annuelle de 1 000 à 1 500 mm, minimale en été, maximale en automne.
Pour la période 1971-2000, la température annuelle moyenne est de 6,7 °C, avec une amplitude thermique annuelle de 15,2 °C. Le cumul annuel moyen de précipitations est de 959 mm, avec 10,8 jours de précipitations en janvier et 7,1 jours en juillet. Pour la période 1991-2020, la température moyenne annuelle observée sur la station météorologique de Météo-France la plus proche, « Les Estables_sapc », sur la commune des Estables à 8 km à vol d'oiseau, est de 6,9 °C et le cumul annuel moyen de précipitations est de 1 226,7 mm,. Pour l'avenir, les paramètres climatiques de la commune estimés pour 2050 selon différents scénarios d'émission de gaz à effet de serre sont consultables sur un site dédié publié par Météo-France en novembre 2022.

### Milieux naturels et biodiversité
Le réseau Natura 2000 est un réseau écologique européen de sites naturels d’intérêt écologique élaboré à partir des Directives « Habitats » et « Oiseaux ». Ce réseau est constitué de Zones Spéciales de Conservation (ZSC) et de Zones de Protection Spéciale (ZPS). Dans les zones de ce réseau, les États Membres s'engagent à maintenir dans un état de conservation favorable les types d'habitats et d'espèces concernés, par le biais de mesures réglementaires, administratives ou contractuelles. L'objectif est de promouvoir une gestion adaptée des habitats tout en tenant compte des exigences économiques, sociales et culturelles, ainsi que des particularités régionales et locales de chaque État Membre. Les activités humaines ne sont pas interdites, dès lors que celles-ci ne remettent pas en cause significativement l’état de conservation favorable des habitats et des espèces concernés. Les sites Natura 2000 présents sur le territoire communal de Saint-Front sont au nombre de deux : le « Mézenc » et la « Haute Vallée du Lignon ».
L’inventaire des zones naturelles d'intérêt écologique, faunistique et floristique (ZNIEFF) a pour objectif de réaliser une couverture des zones les plus intéressantes sur le plan écologique, essentiellement dans la perspective d’améliorer la connaissance du patrimoine naturel national et de fournir aux différents décideurs un outil d’aide à la prise en compte de l’environnement dans l’aménagement du territoire. Le territoire communal de Saint-Front comprend une ZNIEFF de type II : le « Mézenc - Meygal » et dix ZNIEFF de type I incluses dans la première : le « marais des Couffours », le « Montbrac », les « sommets du Mézenc, secteur Auvergne », la « Narce de Champclause et la Freydeyre », le « lac de Saint-Front », la « Haute Vallée du Lignon », la « Haute Vallée de l'Aubépin », les « Gorges de la Gagne », la « Haute Vallée de la Gagne vers Saint-Front », et enfin « Les Roches ».
Plusieurs espaces protégés et gérés sont présents dans la commune, le géoparc mondial de l'UNESCO des Monts d'Ardèche, la réserve biologique dirigée du Mézenc.

## Urbanisme

### Typologie
Au 1er janvier 2024, Saint-Front est catégorisée commune rurale à habitat très dispersé, selon la nouvelle grille communale de densité à sept niveaux définie par l'Insee en 2022.
Elle est située hors unité urbaine et hors attraction des villes,.

### Occupation des sols
L'occupation des sols de la commune, telle qu'elle ressort de la base de données européenne d’occupation biophysique des sols Corine Land Cover (CLC), est marquée par l'importance des territoires agricoles (73,2 % en 2018), en augmentation par rapport à 1990 (62,5 %). La répartition détaillée en 2018 est la suivante : 
prairies (70,3 %), forêts (22,2 %), milieux à végétation arbustive et/ou herbacée (3,5 %), zones agricoles hétérogènes (2,9 %), eaux continentales (0,6 %), zones urbanisées (0,5 %). L'évolution de l’occupation des sols de la commune et de ses infrastructures peut être observée sur les différentes représentations cartographiques du territoire : la carte de Cassini (XVIIIe siècle), la carte d'état-major (1820-1866) et les cartes ou photos aériennes de l'IGN pour la période actuelle (1950 à aujourd'hui).

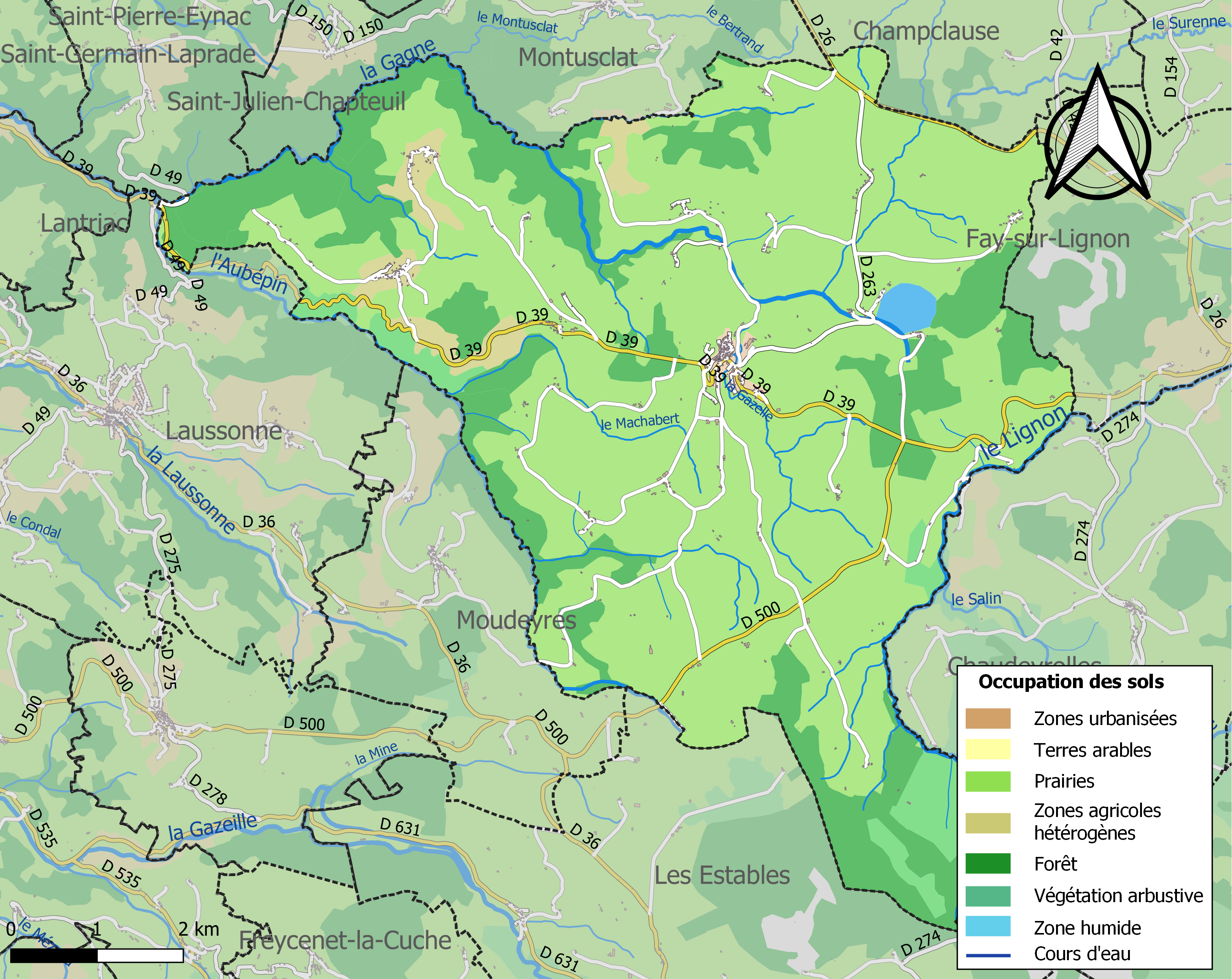
Carte des infrastructures et de l'occupation des sols de la commune en 2018 (CLC).

### Habitat et logement
En 2018, le nombre total de logements dans la commune était de 458, alors qu'il était de 459 en 2013 et de 427 en 2008.
Parmi ces logements, 42,4 % étaient des résidences principales, 49,5 % des résidences secondaires et 8,1 % des logements vacants. Ces logements étaient pour 92,1 % d'entre eux des maisons individuelles et pour 7,7 % des appartements.
Le tableau ci-dessous présente la typologie des logements à Saint-Front en 2018 en comparaison avec celle de la Haute-Loire et de la France entière. Une caractéristique marquante du parc de logements est ainsi une proportion de résidences secondaires et logements occasionnels (49,5 %) supérieure à celle du département (16,1 %) et à celle de la France entière (9,7 %). Concernant le statut d'occupation de ces logements, 79,2 % des habitants de la commune sont propriétaires de leur logement (73,6 % en 2013), contre 70 % pour la Haute-Loire et 57,5 pour la France entière.
| Typologie                                               | Saint-Front | Haute-Loire | France entière |
| ------------------------------------------------------- | ----------- | ----------- | -------------- |
| Résidences principales (en %)                           | 42,4        | 71,5        | 82,1           |
| Résidences secondaires et logements occasionnels (en %) | 49,5        | 16,1        | 9,7            |
| Logements vacants (en %)                                | 8,1         | 12,4        | 8,2            |

### Voies de communication et transports
La commune est traversée par plusieurs routes départementales. La D39 de l'ouest à l'est est l'intersection de la D263 et de la D500. La D26 passe également par le nord du village sur une très courte longueur.
Concernant les transports en commun, aucun arrêt de bus du réseau régional n'est présent dans la commune, les plus proches se trouvent à Saint-Julien-Chapteuil et Laussonne. Évidemment, on ne retrouve aucun transport de long trajet dans le village, les plus proches sont la gare du Puy-en-Velay, la gare TGV de Saint-Etienne et l'aéroport Le Puy-en-Velay - Loudes.

## Toponymie
Anciennes mentions : In pago Vellaico, in arce Sancti Frontonis (987), Ecclesia de Sancto Frontone (vers 1095), Prior Sancti Frontonis (1255), Sanctus Frunto (1263), Parochia Sancti Fronti (1345), Mansus Sancti Frontis (1530), Saint-Froant (1534), Ardenne-la-Montagne (1793).
Selon le toponymiste Ernest Nègre, Saint-Front proviendrait de l'occitan sant, signifiant « saint », et du nom du saint Fronto(n), issu du latin Frontonis ou Fronto.

## Histoire
Situé dans le Velay, tout au plus avant la création du village y avait-il là un mas, et parsemées dans la campagne peut-être quelques chaumières.
Au XIIe siècle, les moines du Monastier y fondent un prieuré et une église romane dédiée à saint Front. Est aussi bâtie une maison-forte, appelée « château de Pralas », mentionnée pour la première fois en 1217. Au hameau du Monteil, au détour d'une voie romaine, se trouve une stèle commémorative érigée à l'endroit où fut brûlée vive Jeannette Revergade, le 6 août 1390, pour cause de sorcellerie.
Au cours de la période révolutionnaire, la commune porta le nom d'Ardenne-la-Montagne.
Soixante-quatorze enfants de la municipalité sont tombés au champ d'honneur lors de la Première Guerre mondiale[réf. nécessaire].

## Politique et administration

### Découpage territorial
La commune de Saint-Front est membre de la communauté de communes Mézenc-Loire-Meygal, un établissement public de coopération intercommunale (EPCI) à fiscalité propre créé le 27 décembre 2016 dont le siège est à Saint-Julien-Chapteuil. Ce dernier est par ailleurs membre d'autres groupements intercommunaux.
Sur le plan administratif, elle est rattachée à l'arrondissement du Puy-en-Velay, au département de la Haute-Loire, en tant que circonscription administrative de l'État, et à la région Auvergne-Rhône-Alpes.
Sur le plan électoral, elle dépend du canton du Mézenc pour l'élection des conseillers départementaux, depuis le redécoupage cantonal de 2014 entré en vigueur en 2015, et de la première circonscription de la Haute-Loire   pour les élections législatives, depuis le redécoupage électoral de 1986.

### Élections municipales
Le conseil municipal de Saint-Front, commune de moins de 1 000 habitants, est élu au scrutin majoritaire plurinominal avec liste ouvertes et panachage. Le maire, à la fois agent de l'État et exécutif de la commune en tant que collectivité territoriale, est élu par le conseil municipal au scrutin secret lors de la première réunion du conseil suivant les élections municipales, pour un mandat de six ans, c'est-à-dire pour la durée du mandat du conseil. Compte tenu de la population communale, le nombre de sièges à pourvoir lors des élections municipales de 2020 est de 11. Les 11 conseillers municipaux sont élus au premier tour avec un taux de participation de 69,80 %.

### Chronologie des maires
| Période                                  | Période  | Identité         | Étiquette | Qualité                                                                             |
| ---------------------------------------- | -------- | ---------------- | --------- | ----------------------------------------------------------------------------------- |
| Les données manquantes sont à compléter. |          |                  |           |                                                                                     |
|                                          |          | Gérard Roche     | CDS       | Conseiller général                                                                  |
| mars 2001                                | En cours | Philippe Delabre | DVD       | Président de la communauté de communes Conseiller départemental du Canton du Mézenc |

### Finances communales
La commune de Saint-Front est enregistrée au répertoire des entreprises sous le code SIREN 214 301 863. Son activité est enregistrée sous le code APE 84.11Z, correspondant aux administrations publiques générales.
En 2020, le budget communal s'équilibrait à 981 000 € dont 646 000 € en section de fonctionnement et 335 000 € en investissement. La part d'impôts locaux dans les produits de fonctionnement s'établissait à 31,12 %, contre 36,11 % pour la strate de communes équivalente, avec des taux d'imposition fixés à 16,65 % pour la taxe d'habitation (y compris THLV), 12,44 % et 55,00 % pour la taxe foncière sur le bâti et le non-bâti. Par ailleurs l’encours de la dette communale s’établit à 1 478 €/habitants contre 533 €/habitants pour la strate.

## Population et société

### Démographie

#### Évolution démographique
L'évolution du nombre d'habitants est connue à travers les recensements de la population effectués dans la commune depuis 1793. Pour les communes de moins de 10 000 habitants, une enquête de recensement portant sur toute la population est réalisée tous les cinq ans, les populations de référence des années intermédiaires étant quant à elles estimées par interpolation ou extrapolation. Pour la commune, le premier recensement exhaustif entrant dans le cadre du nouveau dispositif a été réalisé en 2006.

En 2022, la commune comptait 413 habitants, en évolution de +2,99 % par rapport à 2016 (Haute-Loire : +0,36 %, France hors Mayotte : +2,11 %).
| 1793  | 1800  | 1806  | 1821  | 1831  | 1836  | 1841  | 1846  | 1851  |
| ----- | ----- | ----- | ----- | ----- | ----- | ----- | ----- | ----- |
| 2 766 | 2 020 | 2 436 | 2 404 | 2 498 | 2 959 | 3 033 | 3 172 | 2 600 |

| 1856  | 1861  | 1866  | 1872  | 1876  | 1881  | 1886  | 1891  | 1896  |
| ----- | ----- | ----- | ----- | ----- | ----- | ----- | ----- | ----- |
| 2 469 | 2 521 | 2 620 | 2 589 | 2 633 | 2 372 | 2 332 | 2 504 | 2 516 |

| 1901  | 1906  | 1911  | 1921  | 1926  | 1931  | 1936  | 1946  | 1954  |
| ----- | ----- | ----- | ----- | ----- | ----- | ----- | ----- | ----- |
| 2 558 | 2 567 | 2 562 | 2 124 | 1 914 | 1 760 | 1 769 | 1 646 | 1 317 |

| 1962  | 1968  | 1975 | 1982 | 1990 | 1999 | 2006 | 2011 | 2016 |
| ----- | ----- | ---- | ---- | ---- | ---- | ---- | ---- | ---- |
| 1 224 | 1 106 | 849  | 644  | 544  | 509  | 475  | 445  | 401  |

| 2021 | 2022 | - | - | - | - | - | - | - |
| ---- | ---- | - | - | - | - | - | - | - |
| 409  | 413  | - | - | - | - | - | - | - |

#### Pyramide des âges
La population de la commune est relativement âgée.
En 2018, le taux de personnes d'un âge inférieur à 30 ans s'élève à 26,1 %, soit en dessous de la moyenne départementale (31 %). À l'inverse, le taux de personnes d'âge supérieur à 60 ans est de 35,8 % la même année, alors qu'il est de 31,1 % au niveau départemental.
En 2018, la commune comptait 207 hommes pour 195 femmes, soit un taux de 51,49 % d'hommes, largement supérieur au taux départemental (49,13 %).
Les pyramides des âges de la commune et du département s'établissent comme suit.
| Hommes | Classe d’âge | Femmes |
| ------ | ------------ | ------ |
| 1,0    | 90 ou +      | 3,1    |
| 10,2   | 75-89 ans    | 15,5   |
| 21,8   | 60-74 ans    | 20,2   |
| 23,7   | 45-59 ans    | 19,6   |
| 16,4   | 30-44 ans    | 16,4   |
| 7,7    | 15-29 ans    | 10,3   |
| 19,2   | 0-14 ans     | 14,9   |

| Hommes | Classe d’âge | Femmes |
| ------ | ------------ | ------ |
| 0,9    | 90 ou +      | 2,5    |
| 8,4    | 75-89 ans    | 11,7   |
| 20,4   | 60-74 ans    | 20,5   |
| 21,3   | 45-59 ans    | 20,3   |
| 16,8   | 30-44 ans    | 16,3   |
| 15,2   | 15-29 ans    | 13,2   |
| 17     | 0-14 ans     | 15,6   |

## Économie

### Revenus
En 2018, la commune compte 192 ménages fiscaux, regroupant 409 personnes. La médiane du revenu disponible par unité de consommation est de 19 740 € (20 800 € dans le département).

### Emploi
| Division       | 2008  | 2013  | 2018  |
| -------------- | ----- | ----- | ----- |
| Commune        | 4,2 % | 5,3 % | 5,4 % |
| Département    | 6,3 % | 7,7 % | 7,7 % |
| France entière | 8,3 % | 10 %  | 10 %  |

En 2018, la population âgée de 15 à 64 ans s'élève à 224 personnes, parmi lesquelles on compte 78,9 % d'actifs (73,5 % ayant un emploi et 5,4 % de chômeurs) et 21,1 % d'inactifs,. Depuis 2008, le taux de chômage communal (au sens du recensement) des 15-64 ans est inférieur à celui de la France et du département.
La commune est hors attraction des villes,. Elle compte 111 emplois en 2018, contre 105 en 2013 et 141 en 2008. Le nombre d'actifs ayant un emploi résidant dans la commune est de 168, soit un indicateur de concentration d'emploi de 66 % et un taux d'activité parmi les 15 ans ou plus de 54,1 %.
Sur ces 168 actifs de 15 ans ou plus ayant un emploi, 93 travaillent dans la commune, soit 55 % des habitants. Pour se rendre au travail, 62,5 % des habitants utilisent un véhicule personnel ou de fonction à quatre roues, 10,1 % s'y rendent en deux-roues, à vélo ou à pied et 27,4 % n'ont pas besoin de transport (travail au domicile).

### Entreprises par secteur d'activité
| | Nombre | %      |
| --- | ------ | ------ |
| Ensemble                                                                                                  | 29     | 100 %  |
| Industrie manufacturière, industries extractives et autres                                                | 8      | 27,6 % |
| Construction                                                                                              | 3      | 10,3 % |
| Commerce de gros et de détail, transports, hébergement et restauration                                    | 9      | 31,0 % |
| Activités immobilières                                                                                    | 4      | 13,8 % |
| Activités spécialisées, scientifiques et techniques et activités de services administratifs et de soutien | 2      | 6,9 %  |
| Administration publique, enseignement, santé humaine et action sociale                                    | 2      | 6,9 %  |
| Autres activités de services                                                                              | 1      | 3,4 %  |

## Culture locale et patrimoine

### Lieux et monuments
- Église Saint-Front classée au titre des monuments historiques en 1909[48]. L'église romane date partiellement du XIIe siècle, mérite une visite. Elle est construite en  pierres volcaniques. Elle est construite par Les moines du Monastier qui fondent le prieuré et l'église, placée sous le vocable de Saint-Front, évêque de Périgueux. Le portail a été refait à la fin du XVe siècle et le bas-côté sud à la fin du XVIe siècle[49].
- Château de Pralas, inscrit au titre des monuments historiques par arrêté du 14 mai 1992[50].
- Bigorre est un petit village de Haute-Loire sur la commune de Saint-Front. Ce village est un village de chaumières. En effet, c’est l’un des derniers hameaux aux maisons traditionnelles en pierres, recouvertes de chaumes ou de lauzes. Cet habitat est typique du monde rural des hauts plateaux du Mézenc. Les toits en forte pente protègent bien des rigueurs terribles de l’hiver avec ce vent qui balaye cette haute terre aux allures de steppe. La ferme de Bigorre est inscrite au titre des monuments historiques par arrêté du 31 décembre 1996[51].
- Le lac de Saint-Front est d'origine volcanique. Son altitude, 1 250 m en fait le plus haut du département de la Haute-Loire.
- La cascade de Souteyros : le ruisseau le Souteyros prend sa source quelques kilomètres en amont et se jette dans l'Aubépin. La cascade est située sous le hameau de Souteyros, un peu avant la confluence. Un sentier pédestre  balisé au départ du village de Souteyros permet de la découvrir.
- Croix de Saint-Front, classée monument historique en 1906[52].

## Galerie

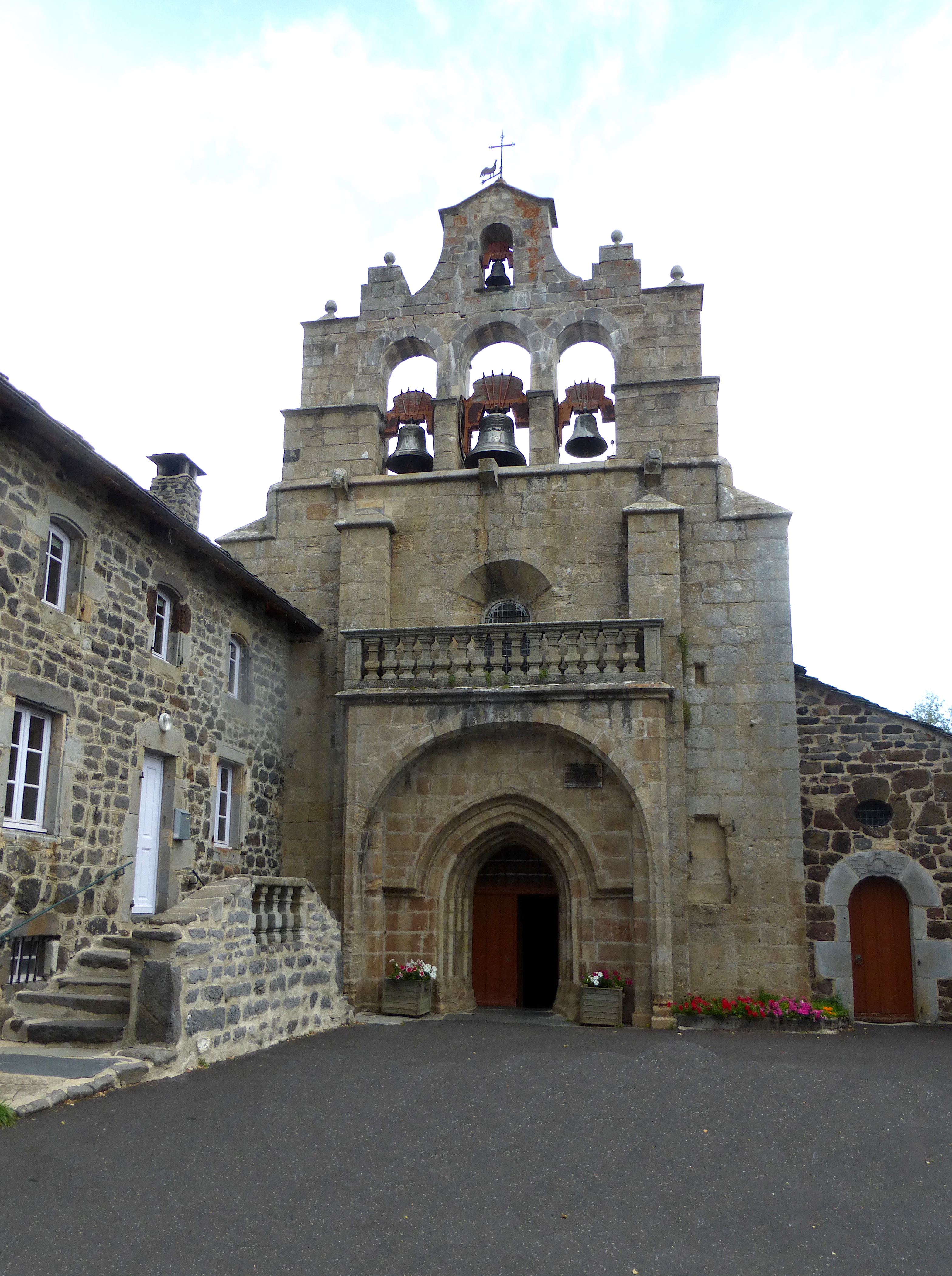
L'église Saint-Front.
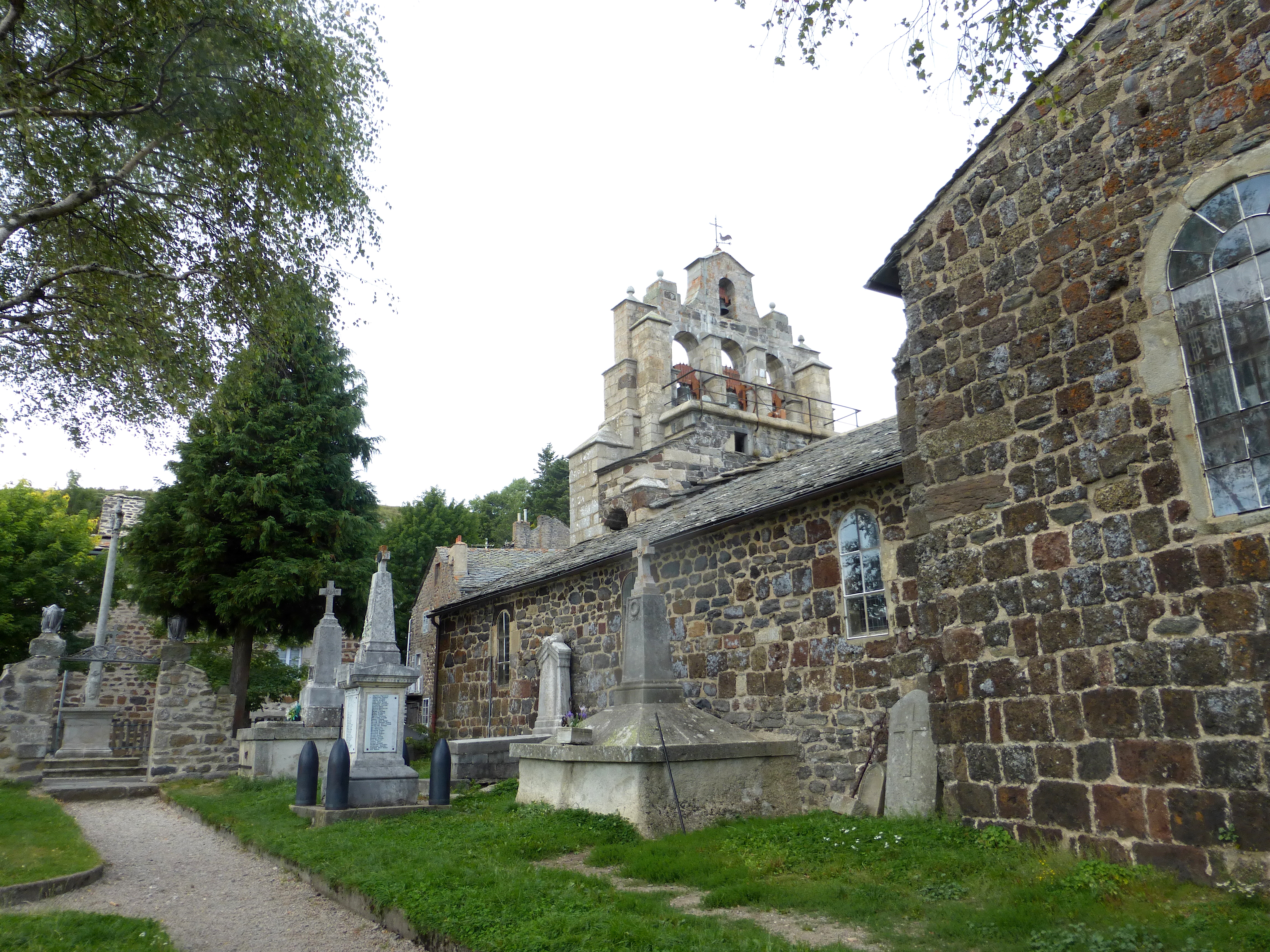
L'église et l'ancien cimetière.
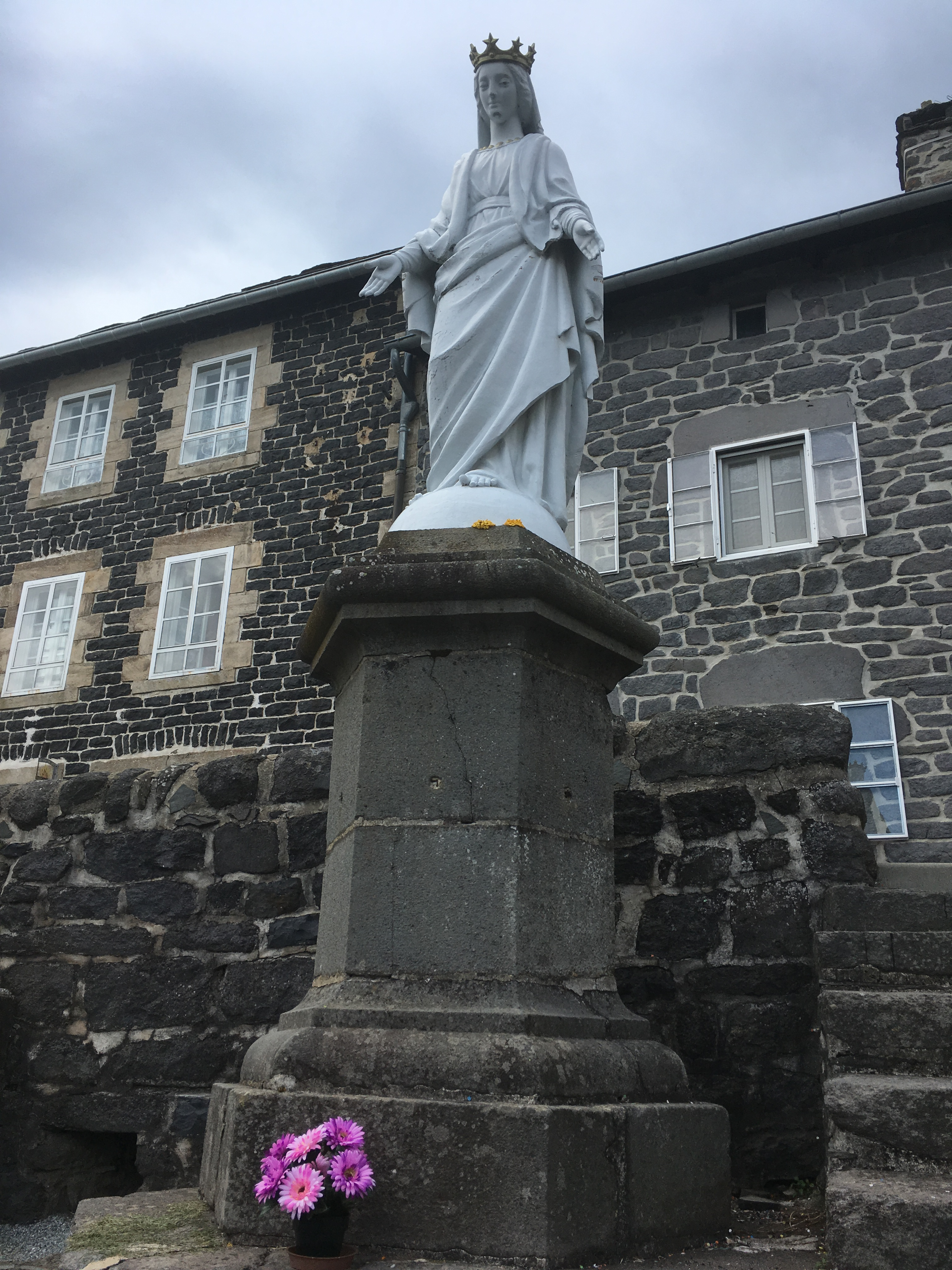
Statue de la Vierge.
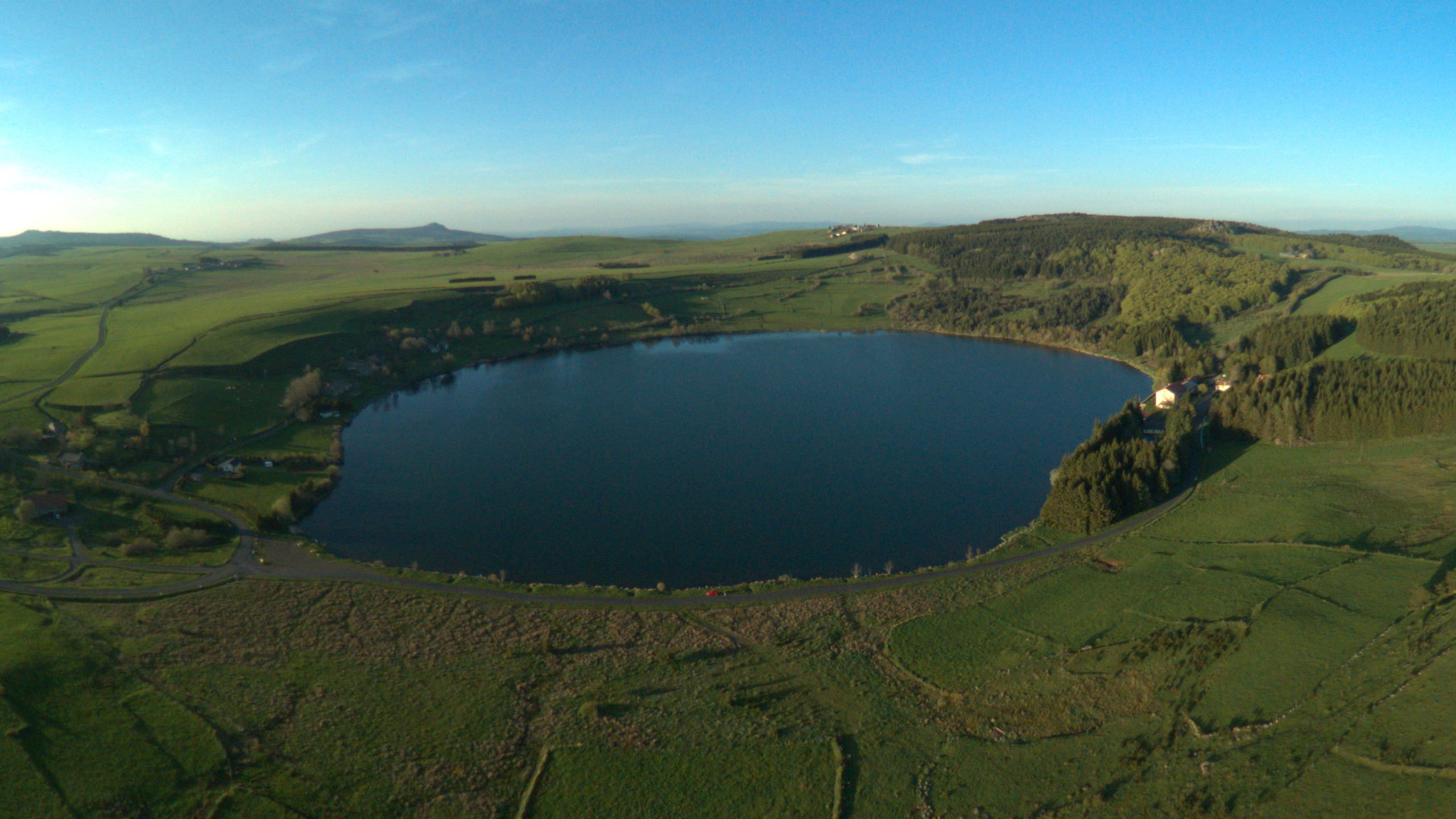
Le lac de Saint-Front.
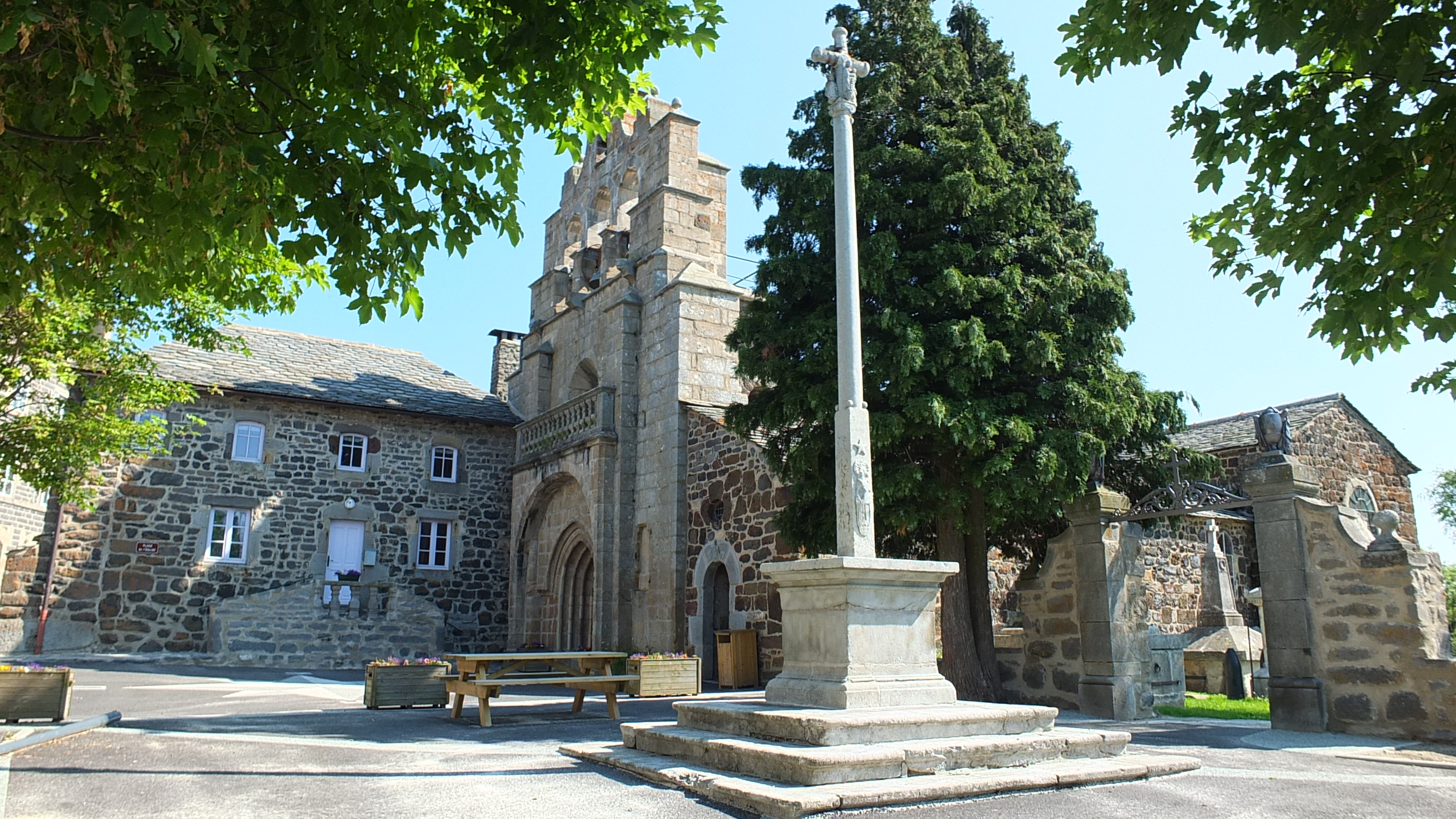
Croix de Saint-Front.